# Nicolás Gómez
Gómez  Jaramillo est un nom espagnol. Le premier nom de famille, en général paternel, est Gómez ; le second, en général maternel, souvent omis, est Jaramillo.
Nicolás David Gómez Jaramillo (né le 27 mai 2000 à El Carmen de Viboral) est un coureur cycliste colombien.

## Palmarès
- 2018
  -  Champion de Colombie sur route juniors
- 2019
  - Circuit de Cesa
  - 2e du Circuito del Porto-Trofeo Arvedi
  - 2e du Trophée Giacomo Larghi
  - 2e du Mémorial Gianni Biz
- 2021
  - 2e du Circuito del Porto-Trofeo Arvedi
  - 2e de la Medaglia d'Oro Fiera di Sommacampagna
- 2022
  -  Champion panaméricain sur route espoirs
  - Mémorial Polese
  - Grand Prix De Nardi
  - La Popolarissima
  - 3e de Milan-Busseto
- 2023
  - Criterium Montelupo Fiorentino
  - Gran Premio San Bernardino
  - Trofeo Città di Loreto
  - Coppa d'Inverno
  - 3e du Gran Premio Città di Nonantola
  - 3e de La Bolghera
  - 3e du Gran Premio Sportivi Poggio alla Cavalla
- 2024
  - 3e étape de la Clásica de Rionegro
- 2025
  - 2e et 5e étapes de la Vuelta al Tolima
  - 2e et 4e étapes de la Vuelta al Valle del Cauca

## Classements mondiaux
| Année                                 | 2019  | 2020 | 2021 | 2022 | 2023  |
| ------------------------------------- | ----- | ---- | ---- | ---- | ----- |
| Classement mondial                    | 1518e | nc   | 855e | 407e | 1760e |
| UCI America Tour                      | 226e  | nc   | 103e | 32e  | nc    |
|                                       |       |      |      |      |       |
| Légende : nc = non classéSource : UCI |       |      |      |      |       |